# Spartak-Merkouri Iekaterinbourg
Le HK Spartak-Merkouri (en russe : Спартак-Меркурий) est un club de hockey sur glace de Iekaterinbourg dans l'oblast de Sverdlovsk en Russie. Il évolue dans le Championnat de Russie féminin.

## Historique
Le club est fondé en 1992 sous le nom de Bedmy Ourala. Trois ans plus tard, il prend le nom d'Ouralotchka-Avto. Il est renommé Spartak-Merkouri en 1999.

## Palmarès
- Championnat de Russie féminin : 2000.